# Yannis Stournaras
Yannis Stournaras (Grieks: Γιάννης Στουρνάρας),  (Athene, 10 december 1956)  is een Griekse econoom en hoogleraar en van 26 juni 2012 tot 10 juni 2014 de minister van Financiën van Griekenland in het kabinet-Samaras. Hij verving Vassilis Rapanos die wegens gezondheidsredenen na drie dagen van de functie moest afzien.

## Levensloop
Stournaras is in 1978 afgestudeerd aan de Universiteit van Athene en heeft verschillende postdoctorale opleidingen gevolgd. Aan de Universiteit van Oxford behaalde hij zijn PhD (doctorstitel) in de economie in 1980 en zijn PhD politicologie in 1982. Na zijn doctoraal was hij tot 1986 docent en onderzoeker aan het St Catherine's College te Oxford.
Tevens werkte hij bij het Oxford Institute for Energy Studies. Nadat hij zijn dienstplicht in Griekenland had voltooid, was hij van 1986 tot 1989 adviseur van het ministerie van Financiën. Van 1989 tot 1994 was hij adviseur van de Bank van Griekenland (Η Τράπεζα της Ελλάδος). Dit is de centrale bank van Griekenland. Tevens werd hij in 1989 hoogleraar aan de Universiteit van Athene. 
In 1994 werd hij de voorzitter van de economische adviesgroep van het ministerie van Financiën. Dit bleef hij tot 2000. Hij werd de voornaamste economisch adviseur van de voormalige Griekse premier Kostas Simitis. De facto was hij de hoofdonderhandelaar bij de onderhandeling over de toelating van Griekenland tot de eurozone rond het jaar 2000. Dit leverde hem in Griekenland de bijnaam Mr Euro op. In deze periode heeft Griekenland zijn economische cijfers gemanipuleerd om tot de euro te worden toegelaten 

Van 2000 tot 2004 was hij voorzitter van de raad van bestuur van de Emporiki bank die in 2006 is opgegaan in het Franse Crédit Agricole en was hij vicevoorzitter van de Griekse Bankassociatie. Verder is hij voorzitter van de invloedrijke Griekse IOBE-denktank. 
Van 26 juni 2012 tot 10 juni 2014 was hij minister van Financiën van Griekenland. Hierna werd hij de president van de Bank van Griekenland. Hij werd opgevolgd als minister door Gikas Hardouvelis.
- Bibliothèque nationale de France: cb16617114w (data)
- Gemeinsame Normdatei: 170290204
- International Standard Name Identifier: 0000 0000 3710 5341
- Library of Congress Control Number: n87110510
- Virtual International Authority File: 1517712
- WorldCat: E39PBJghtYJ6tkYg3YQ3y8cF8C